# DDR-Rundfahrt 1973
Die 21. DDR-Rundfahrt fand vom 19. bis zum 25. August 1973 statt. Sie führte mit sieben Etappen über 947 km. Gesamtsieger der Rundfahrt wurde Dieter Gonschorek.

## Teilnehmer
An der 21. Rundfahrt nahmen 71 Fahrer aus fünf Ländern teil. Neben den 50 Fahrern aus der DDR, konnte man Gäste aus Belgien, Dänemark, der ČSSR und Polen begrüßen.

## Wertungstrikots
Bei dieser Rundfahrt wurden vier Wertungstrikots vergeben: das Gelbe Trikot des Gesamtbesten, das Blaue der besten Mannschaft, das Violette des aktivsten Fahrers und das Weiße des besten Nachwuchsfahrers.

## Etappen
Die Rundfahrt erstreckte sich mit sieben Etappen über 947 km.

### 1. Etappe:Rostock(Einzelzeitfahren), 13 km
|    | Fahrer            | Mannschaft        | Zeit         |
| -- | ----------------- | ----------------- | ------------ |
| 1. | Dieter Gonschorek | DDR               | 17:08,6 min  |
| 2. | Michael Schiffner | DDR               | + 0:17,7 min |
| 3. | Jürgen Siegl      | SC Turbine Erfurt | + 0:34,9 min |

### 2. Etappe: Rostock –Wittenberge, 156 km
|    | Fahrer             | Mannschaft | Zeit       |
| -- | ------------------ | ---------- | ---------- |
| 1. | Michael Schiffner  | DDR        | 3:32:24 h  |
| 2. | Hynek Kubíček      | ČSSR       | + 0:10 min |
| 3. | Jiří Prchal        | ČSSR       | + 0:20 min |
| 4. | Michael Milde      | DDR        | + 0:30 min |
| 5. | Kazimierz Jasinski | Polen      | + 0:30 min |
| 6. | Peter Richter      | SC Cottbus | + 0:30 min |

### 3. Etappe: Wittenberge –Schönebeck, 150 km
|    | Fahrer            | Mannschaft        | Zeit       |
| -- | ----------------- | ----------------- | ---------- |
| 1. | Dieter Gonschorek | DDR               | 3:20:17 h  |
| 2. | Michael Milde     | DDR               | + 0:10 min |
| 3. | Petr Hladík       | ČSSR              | + 0:20 min |
| 4. | Wolfram Kühn      | SC Turbine Erfurt | + 0:30 min |
| 5. | Jindřich Marek    | ČSSR              | + 0:30 min |
| 6. | Jiří Prchal       | ČSSR              | + 0:30 min |

### 4. Etappe: Schönebeck –Bad Langensalza, 176 km
|    | Fahrer            | Mannschaft         | Zeit       |
| -- | ----------------- | ------------------ | ---------- |
| 1. | Michael Schiffner | DDR                | 4:14:43 h  |
| 2. | Luděk Kubias      | ČSSR               | + 0:10 min |
| 3. | Horst Brauer      | SC Dynamo Berlin I | + 0:20 min |
| 4. | Longin Nadolny    | Polen              | + 0:30 min |
| 5. | Erik Skelde       | Dänemark           | + 0:30 min |
| 6. | Wiesław Jezierski | Polen              | + 1:02 min |

### 5. Etappe: Bad Langensalza –Saalfeld, 151 km
|    | Fahrer            | Mannschaft      | Zeit       |
| -- | ----------------- | --------------- | ---------- |
| 1. | Siegfried Kramer  | DDR             | 4:03:06 h  |
| 2. | Michael Milde     | DDR             | + 0:10 min |
| 3. | Dieter Gonschorek | DDR             | + 0:20 min |
| 4. | Klaus Bernhardt   | TSC Berlin I    | + 0:30 min |
| 5. | Hynek Kubíček     | ČSSR            | + 0:30 min |
| 6. | Dietmar Käbisch   | SC DHfK Leipzig | + 0:30 min |

### 6. Etappe: Saalfeld –Altenburg, 144 km
|    | Fahrer            | Mannschaft          | Zeit       |
| -- | ----------------- | ------------------- | ---------- |
| 1. | Dieter Gonschorek | DDR                 | 3:38:14 h  |
| 2. | Siegfried Kramer  | DDR                 | + 0:19 min |
| 3. | Wolfgang Miersch  | SC Dynamo Berlin II | + 0:29 min |
| 4. | Jiří Prchal       | ČSSR                | + 0:39 min |
| 5. | Hynek Kubíček     | ČSSR                | + 0:39 min |
| 6. | Jindřich Marek    | ČSSR                | + 0:39 min |

### 7. Etappe: Altenburg –Riesa, 157 km
|    | Fahrer            | Mannschaft        | Zeit       |
| -- | ----------------- | ----------------- | ---------- |
| 1. | Michael Milde     | DDR               | 3:57:08 h  |
| 2. | Wiesław Jezierski | Polen             | + 0:10 min |
| 3. | Siegfried Kramer  | DDR               | + 0:20 min |
| 4. | Hynek Kubíček     | ČSSR              | + 0:30 min |
| 5. | Jiří Prchal       | ČSSR              | + 0:30 min |
| 6. | Wolfram Kühn      | SC Turbine Erfurt | + 0:30 min |

## Gesamtwertungen

### Gelbes Trikot (Einzelwertung)
|     | Fahrer            | Mannschaft          | Zeit       |
| --- | ----------------- | ------------------- | ---------- |
| 01. | Dieter Gonschorek | DDR                 | 23:03:21 h |
| 02. | Siegfried Kramer  | DDR                 | + 2:24 min |
| 03. | Hynek Kubíček     | ČSSR                | + 2:37 min |
| 04. | Jiří Prchal       | ČSSR                | + 2:58 min |
| 05. | Michael Schiffner | DDR                 | + 3:02 min |
| 06. | Manfred Kummich   | SV Lokomotive       | + 3:26 min |
| 07. | Günter Bertram    | SC Dynamo Berlin I  | + 4:09 min |
| 08. | Michael Milde     | DDR                 | + 4:36 min |
| 09. | Wolfgang Miersch  | SC Dynamo Berlin II | + 5:14 min |
| 10. | Longin Nadolny    | Polen               | + 5:25 min |

### Blaues Trikot (Mannschaft)
|    | Mannschaft         | Zeit        |
| -- | ------------------ | ----------- |
| 1. | DDR                | 69:15:29 h  |
| 2. | ČSSR               | + 05:50 min |
| 3. | SC Dynamo Berlin I | + 10:46 min |

### Violettes Trikot (Aktivster Fahrer)
|    | Fahrer            | Mannschaft | Punkte |
| -- | ----------------- | ---------- | ------ |
| 1. | Dieter Gonschorek | DDR        | 61     |
| 2. | Jiří Prchal       | ČSSR       | 42     |
| 3. | Hynek Kubíček     | ČSSR       | 40     |

### Weißes Trikot (Nachwuchsfahrer)
|    | Fahrer           | Mannschaft          | Punkte |
| -- | ---------------- | ------------------- | ------ |
| 1. | Wolfgang Miersch | SC Dynamo Berlin II | 17     |
| 2. | Rainer Salan     | SC Dynamo Berlin I  | 17     |
| 3. | Klaus Bernhardt  | TSC Berlin I        | 13     |

## Anmerkung
1. ↑  Bei allen Zeitangaben sind die Etappenzeitgutschriften bereits mit eingerechnet.